# Vert-Vert (Couder)
Mort de Ver-Vert
Pour les articles homonymes, voir Vert-Vert (homonymie).
Vert-Vert (Mort de Ver-Vert) est un tableau peint par Auguste Couder vers 1830. Il est conservé au Musée de l'Oise à Beauvais.

## Contexte, description, analyse
Huile sur toile de 40,5 cm de hauteur sur 32,5 cm de largeur, le tableau d'Auguste Couder, parfois titré Mort de Ver Vert, tire son nom du perroquet héros du poème Vert-Vert ou les Voyages du Perroquet de la Visitation de Nevers (1734) de Jean-Baptiste Gresset qui a inspiré au cours du XIXe siècle nombre de peintres, notamment Fleury François Richard pour son Vert-Vert, mais également de dramaturges et de compositeurs comme Jacques Offenbach pour son opéra-comique Vert-Vert. La peinture de Couder illustre la mort de Vert-Vert (ou Ver-Vert et même Vairvert dans la première édition du poème) ainsi décrite par Gresset : 
Bourré de sucre et brûlé de liqueurs,
Ver-Vert, tombant sur un tas de dragées
En noirs cyprès vit ses roses changées. 

## Articles connexes

Vert-Vert en peinture
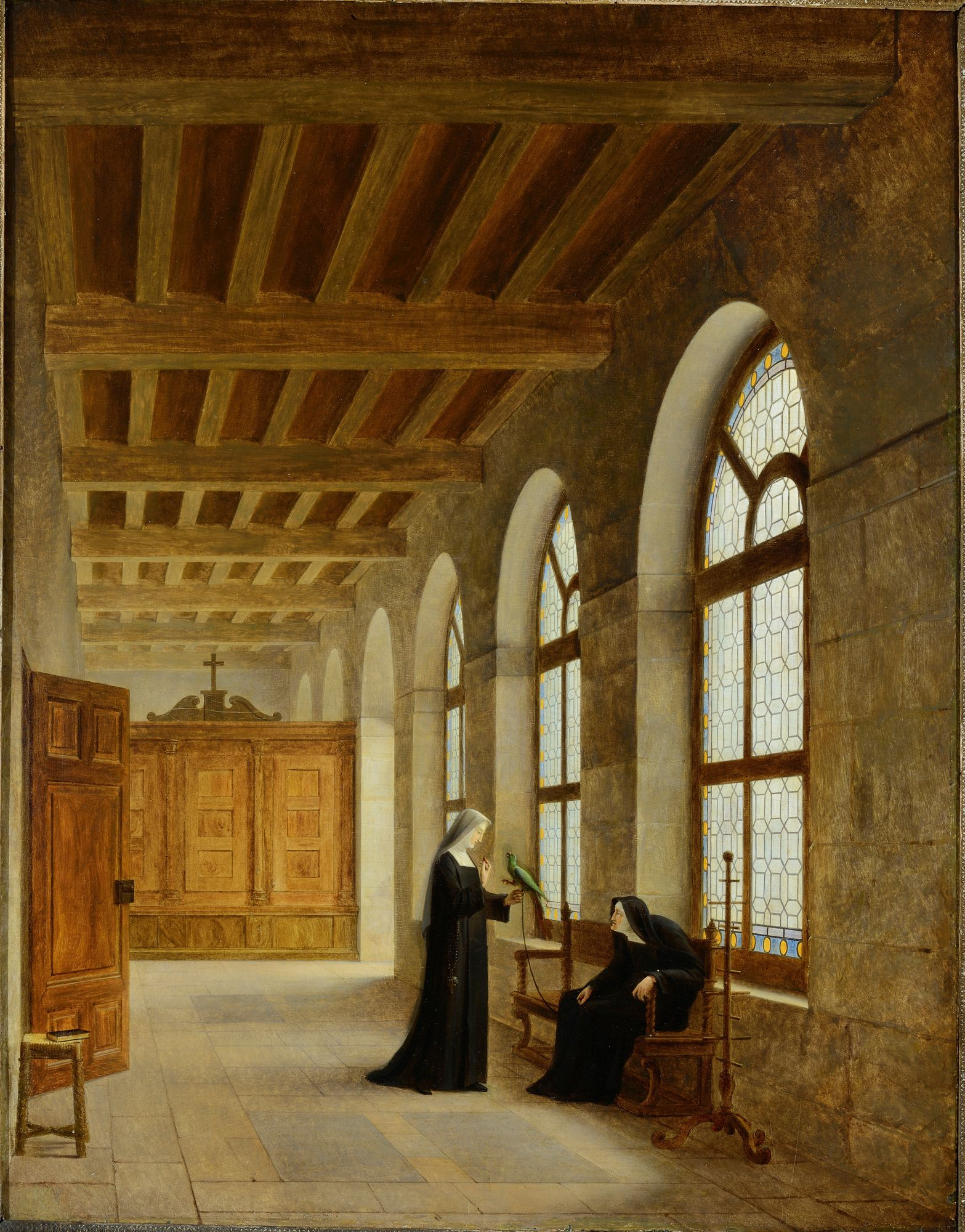
Vert-Vert (1804), Fleury François Richard, musée des beaux-arts de Lyon
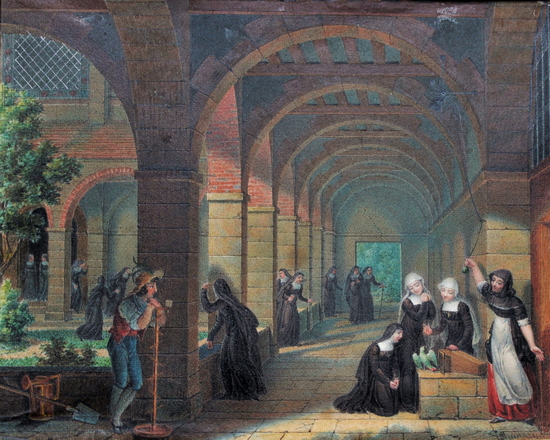
Le Perroquet Vert-Vert au couvent des Visitandines de Nantes (1820), Jean-Claude Rumeau
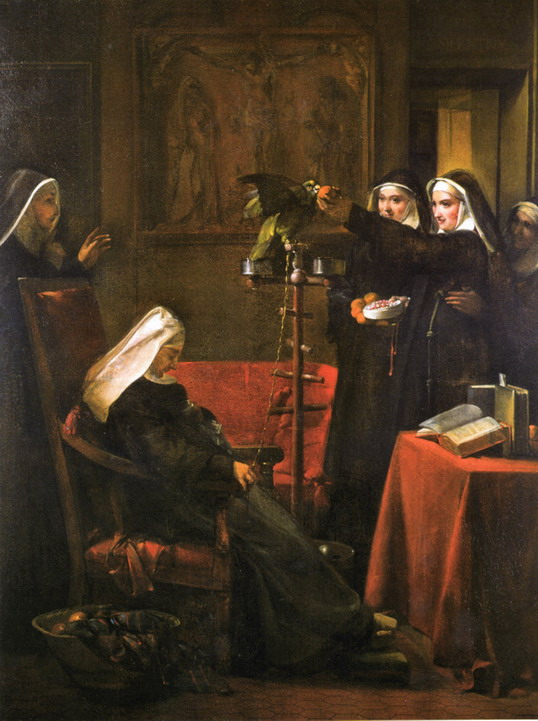
Captivité de Vert-Vert (1834), Granet, musée Granet d'Aix-en-Provence
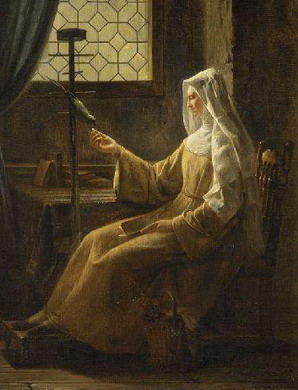
Vert-Vert (1835), Claudius Jacquand, Musée du monastère royal de Brou à Bourg-en-Bresse
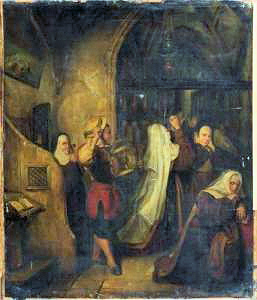
L'Arrivée de Vert-Vert à Nantes (1847), Claudius Jacquand, musée de la faïence et des beaux-arts de Nevers